# Железнодорожное депо

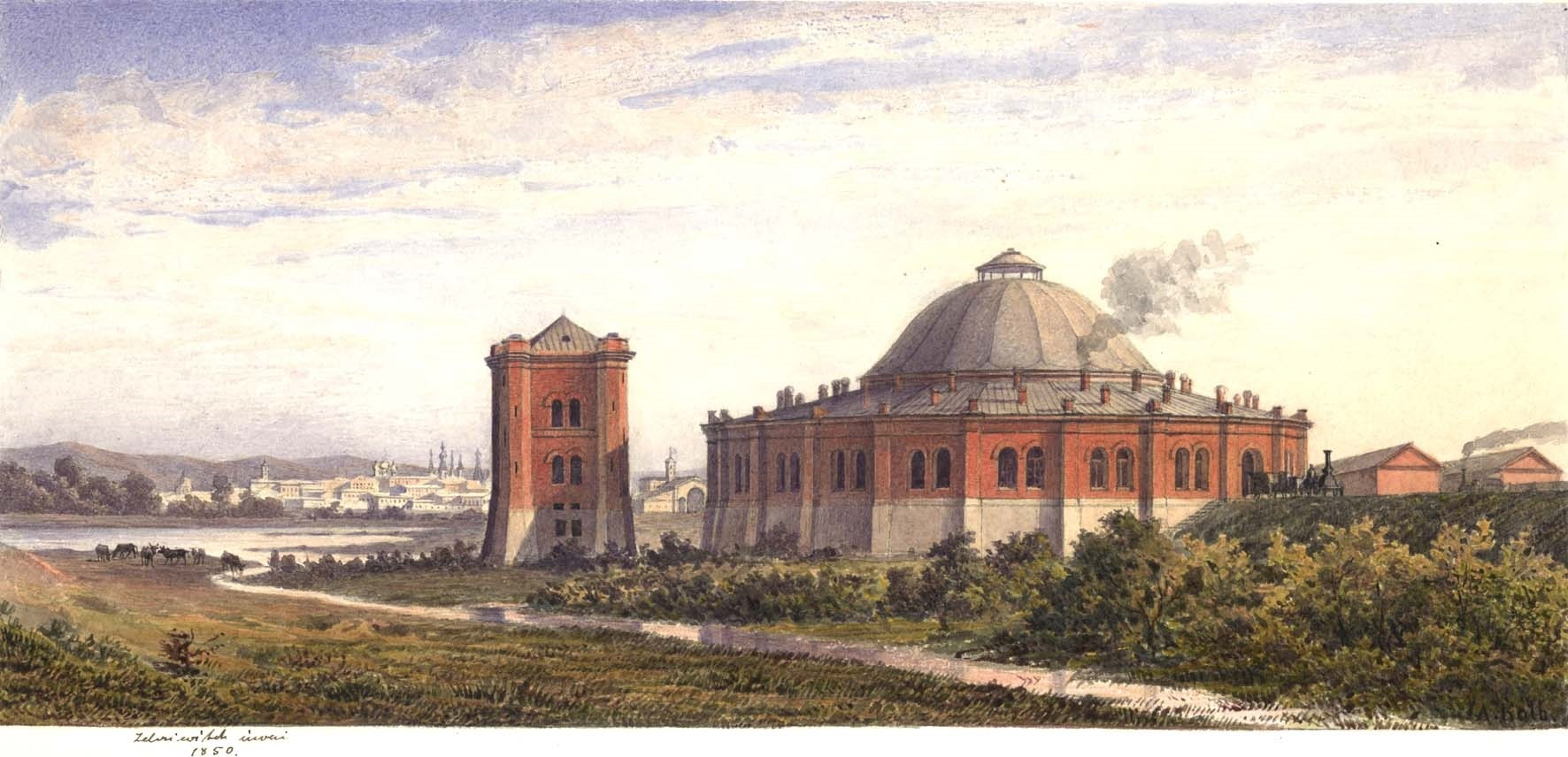
Локомотивное депо Николаевской железной дороги. Москва.

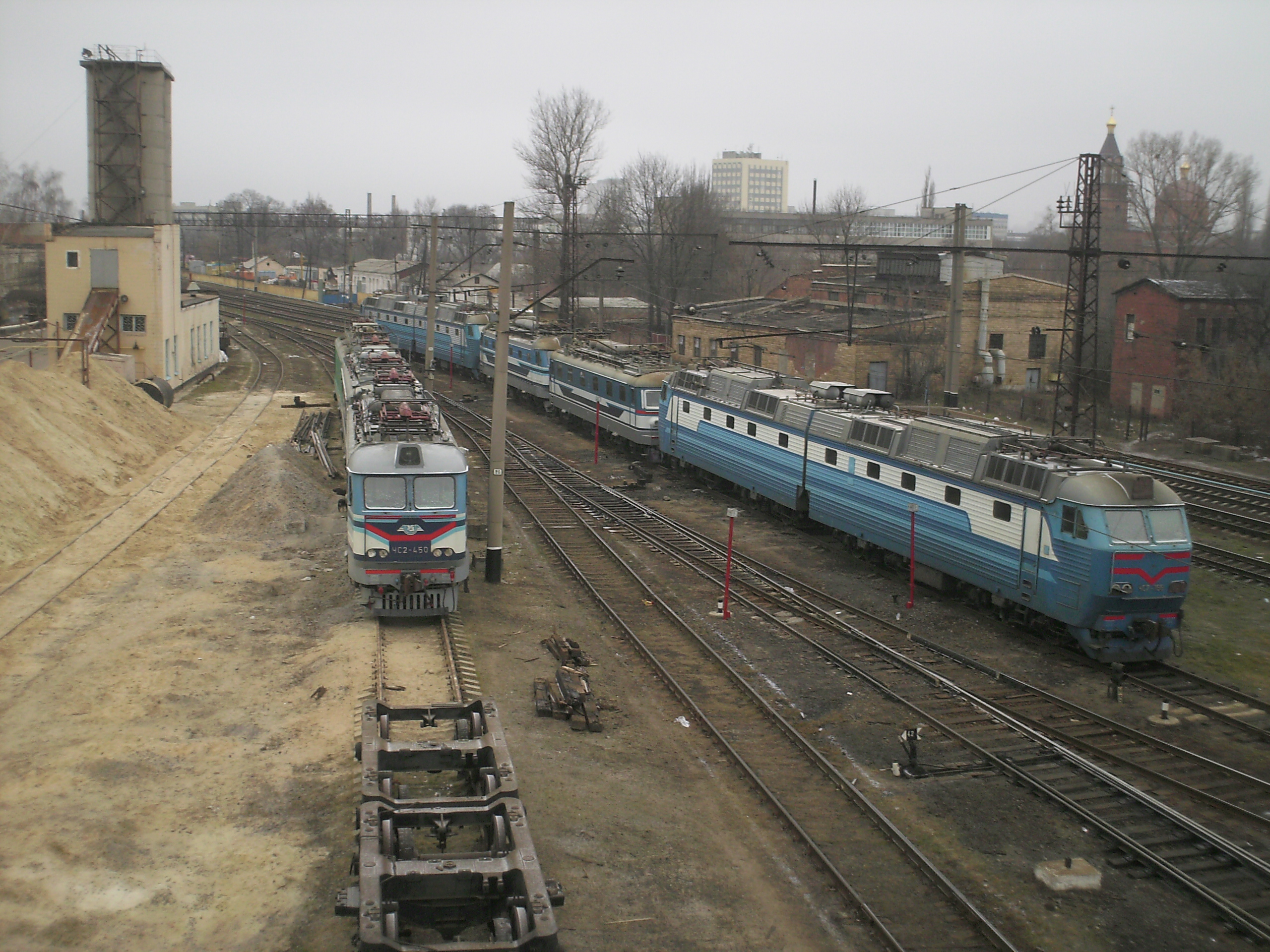
Локомотивное депо Харьков-Главное

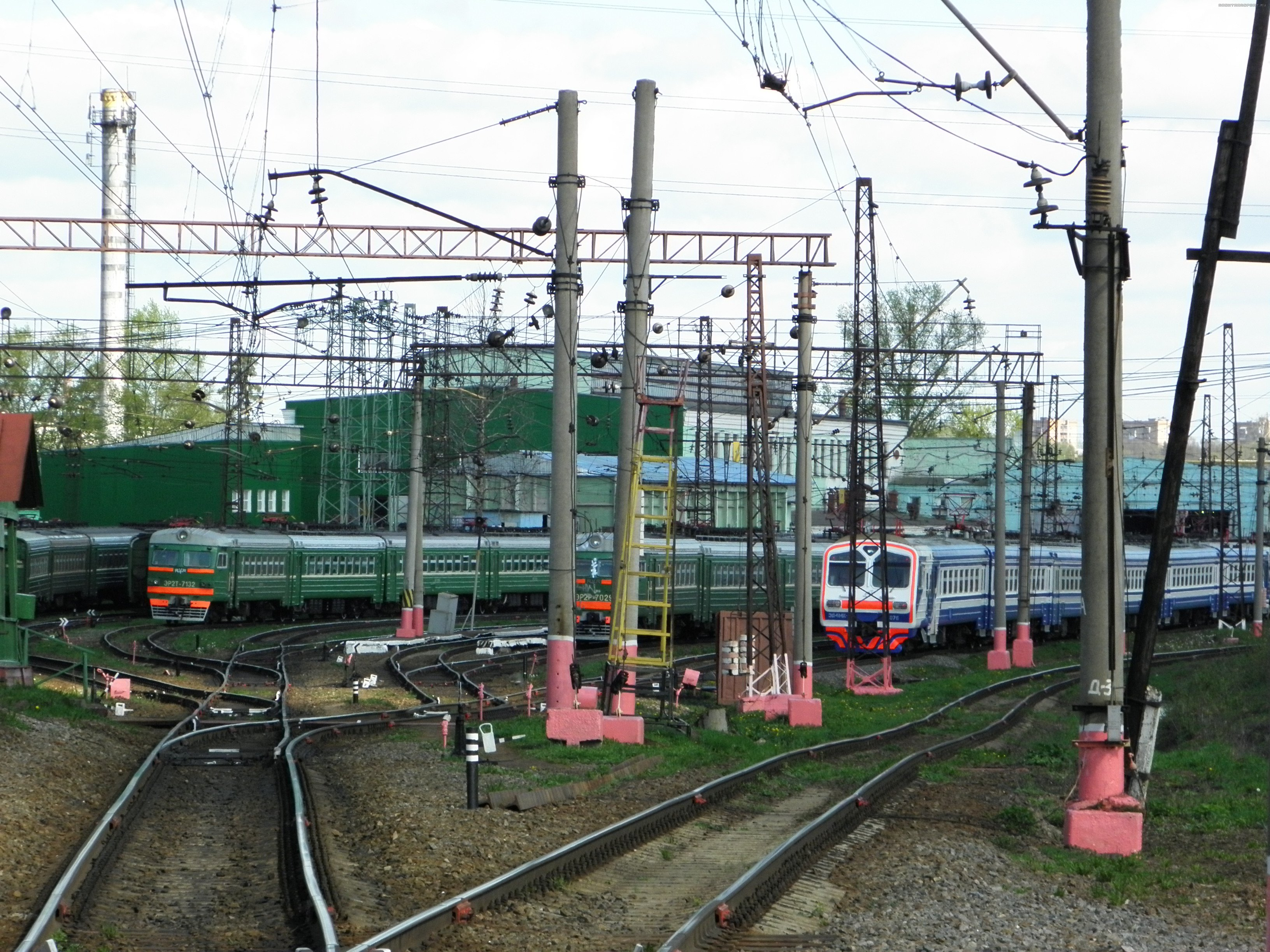
Моторвагонное депо Лобня

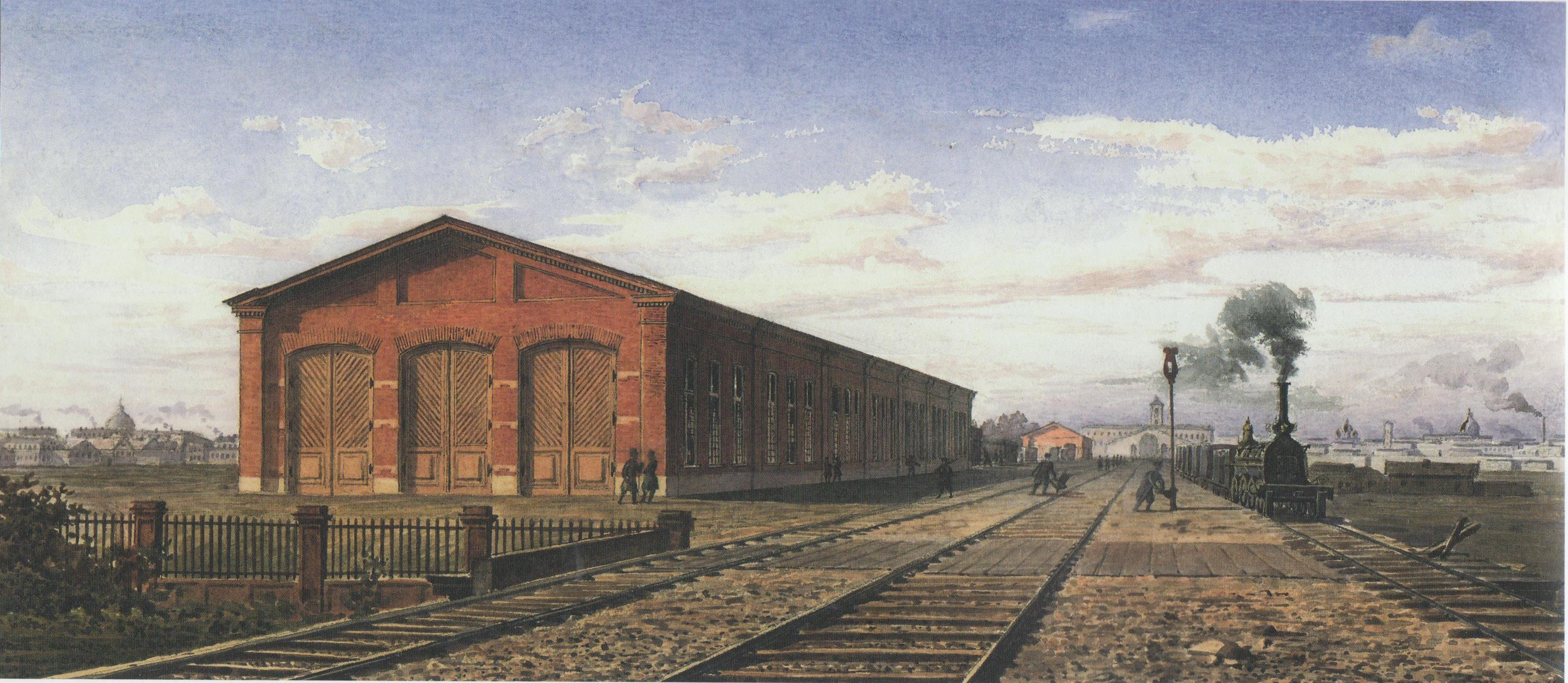
Вагонное депо Николаевской железной дороги в Москве. 1850-е

Железнодоро́жное депо́, от фр. dépôt — «склад, хранилище» — депо (место и предприятие), в котором производится техническое обслуживание или ремонт железнодорожного подвижного состава. 

## История
В период развития цивилизаций происходило создание ими путей сообщений и транспорта. С появлением железнодорожного транспорта для его хранения (стоянки), технического обслуживания, ремонта и так далее, стали создаваться специальные сооружения и организации. Одним из таких сооружений, и одной из таких организаций стали Депо железнодорожные. На конец XIX столетия депо железнодорожные — здания или сараи на железных дорогах, назначенные для стоянки паровозов. Позже стали строиться специализированные депо для локомотивов, вагонов, мотовагонов и так далее.  

## Виды и типы
Депо, на железной дороге были:
- основные или главные[2], служащие местом приписки локомотивов;
- оборотные, в которых производится подготовка локомотивов к следованию с поездами в направлении основного депо;
- большие, устраиваются на оконечных станциях дороги и на тех из промежуточных, на которых происходит смена паровозов[1];
- малые, на один — два паровоза, имелись на тех станциях, где требовалось содержать паровоз для манёвров или в резерве[1].
- круглые, также называются ротондами[1];
- дугообразные, также называются полуротондами, или, по расположению путей — веерными[1].

Железнодорожные депо разделяются по виду обслуживаемого подвижного состава на:
- локомотивное депо[3];
- моторвагонное депо;
- вагонное депо[3].

Также существуют депо смешанного типа, которые одновременно обслуживают разные виды подвижного состава, например электровозы и электропоезда.

### Локомотивное депо
Локомоти́вное депо́ — депо, в котором производится техническое обслуживание или ремонт локомотивов. Локомотивные депо подразделяются на основные депо, служащие местом приписки локомотивов, и оборотные, в которых производится подготовка локомотивов к следованию с поездами в направлении основного депо. В основных депо производится ремонт и техническое обслуживание локомотивов, в оборотных депо имеются пункты экипировки и проведения локомотивам технического обслуживания. Также в отдельную категорию выделяют ремонтные депо — не имеющие приписного парка локомотивов, но выполняющие крупные виды ремонта.

### Моторвагонное депо
Моторваго́нное депо́ — депо, специализирующееся на эксплуатации, ремонте и обслуживании моторвагонного подвижного состава (электропоездов).
На территории Российской Федерации — России существует 57 предприятий железнодорожного транспорта, имеющих в приписном парке моторвагонный подвижной состав, из них моторвагонными депо являются 32. В основном моторвагонные депо прилегают к главным пассажирским станциям крупных населённых пунктов, областных центров (например, Нижний Новгород-Московский, Ростов-Главный) или на небольшом удалении от главных станций в черте населённых пунктов (например Первая Речка в городе Владивосток, Безымянка в городе Самара), за исключением Москвы и Санкт-Петербурга, где моторвагонные депо обслуживают отдельные направления.

## Метродепо
Метродепо́ (или электродепо́) — моторвагонное депо, обеспечивающее оборот, эксплуатацию, технического обслуживания и ремонт моторвагонного подвижного состава метрополитена.

### Вагонное депо
Ваго́нное депо́ — депо, предназначенное для эксплуатации, технического обслуживания и ремонта вагонов.

## Галерея

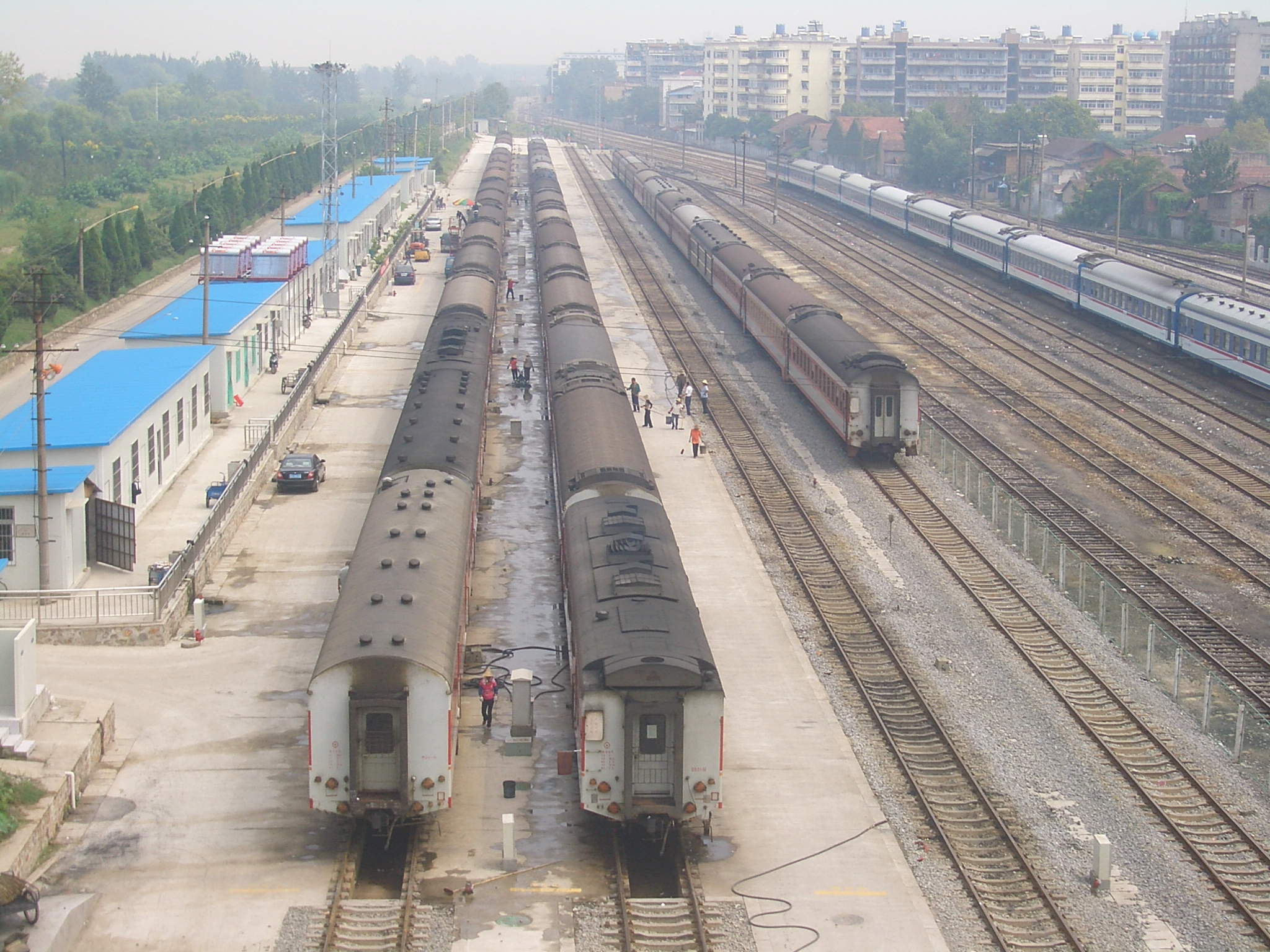
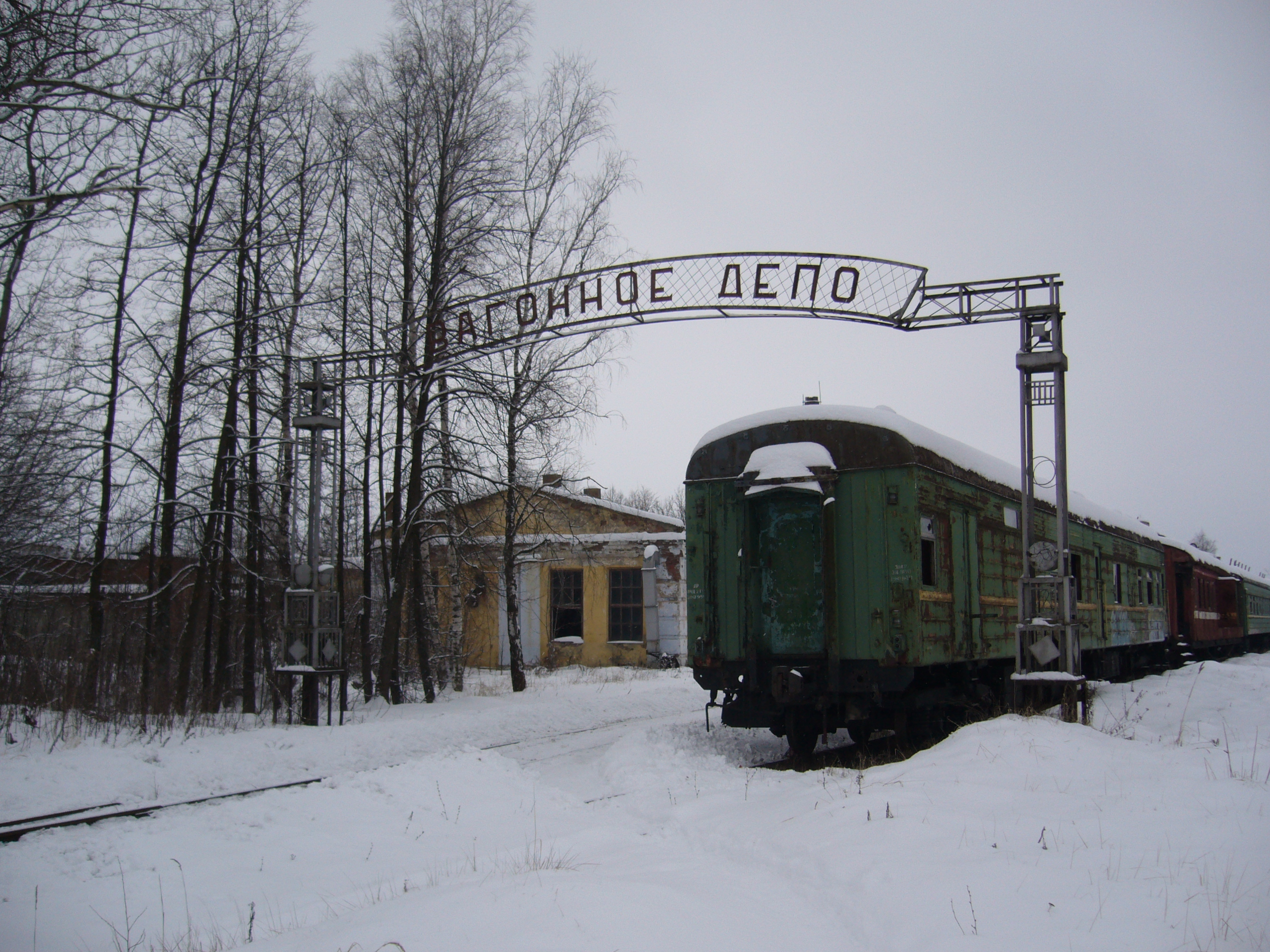
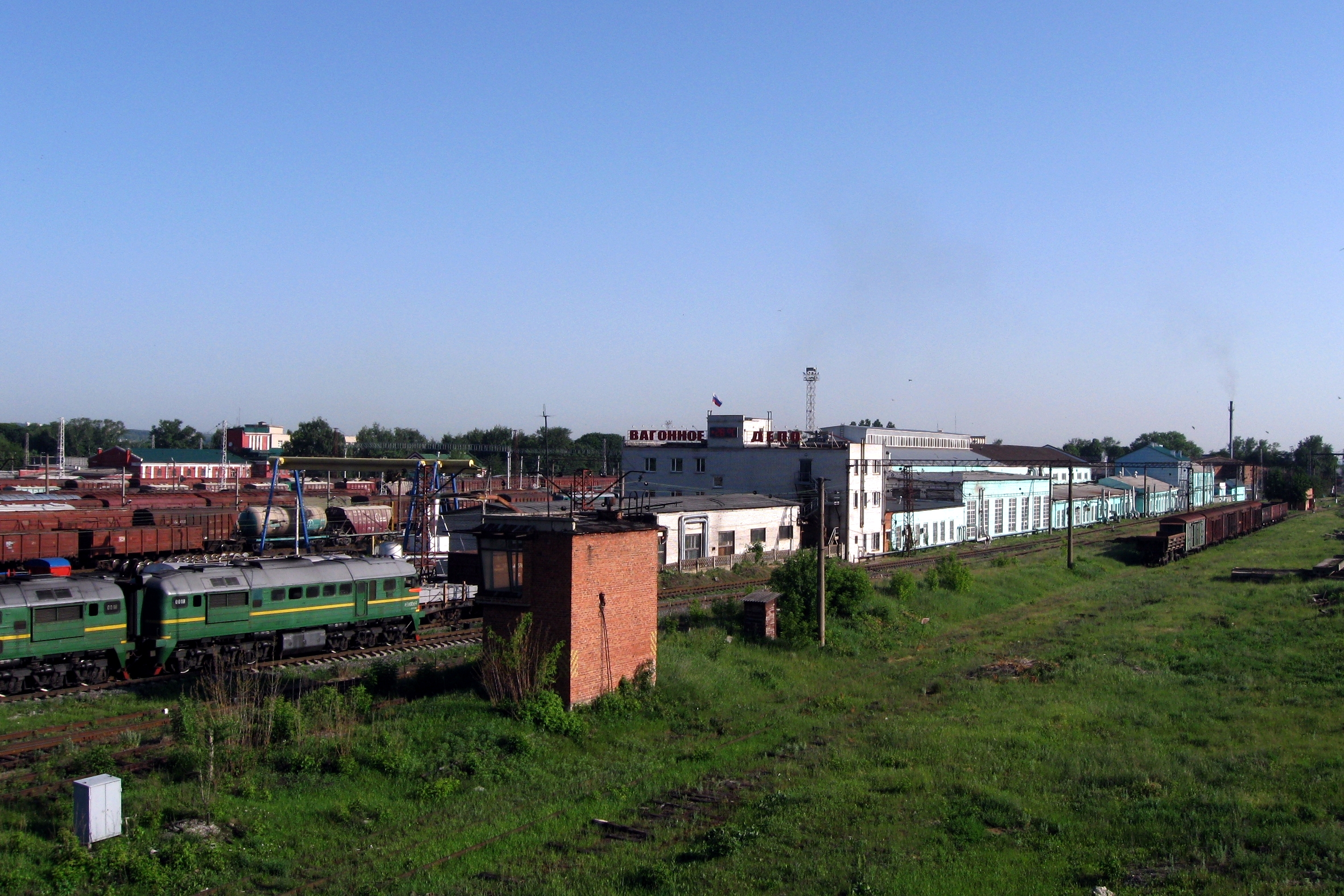
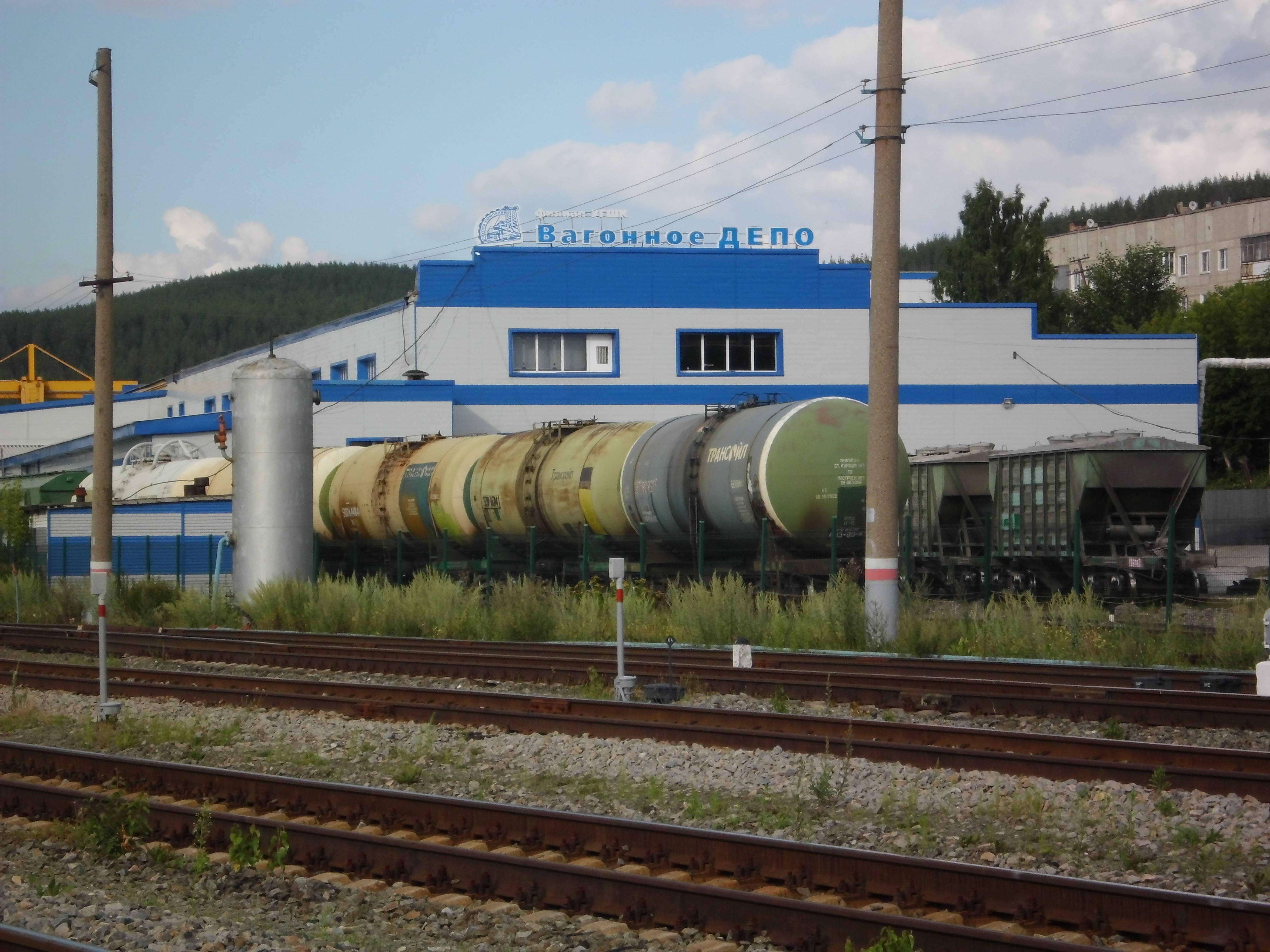
Ремонтное грузовое вагонное депо на станции Верхний Уфалей